# دوون لی

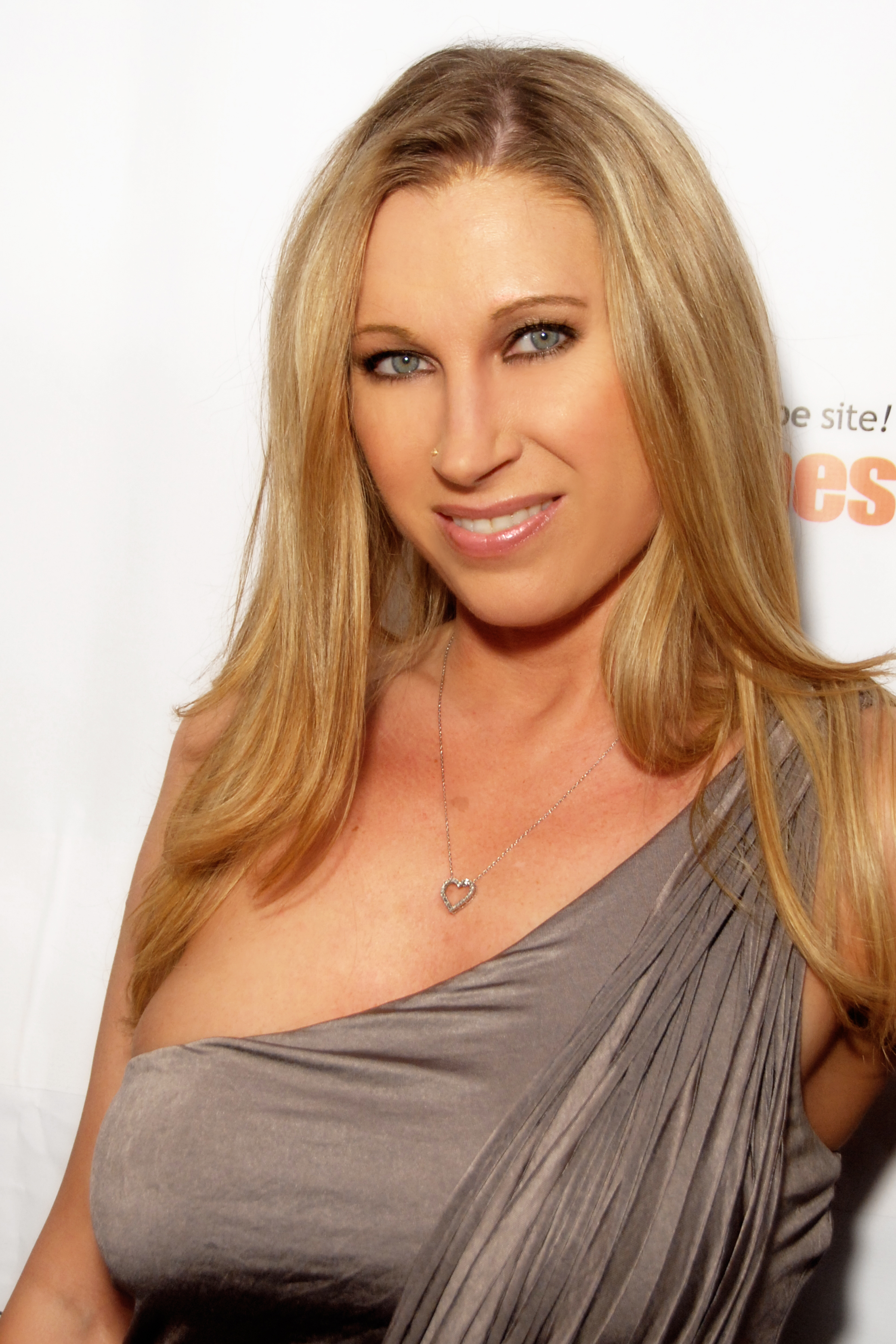
دوون لی

دِوُن لی (Devon Lee) متولد ۸ اوت ۱۹۷۵ در شهر لیتون(Leiton) ایالت ایندیانا (Indiana) کشور ایالات متحده آمریکا. یک هنرپیشه فیلمهای پورنوگرافیک. او در سال ۲۰۰۶ وارد صنعت ساخت فیلمهای پورنوگرافی شد. در این زمان او حدود ۳۱ سال سن داشت و تاکنون در بیشتر از ۱۱۰ فیلم بازی کرده‌است. قبل از ورود به این صنعت او از سال ۱۹۹۸ تن‌نشان بود.
در ۱۴ ژانویه ۲۰۰۷ او با بازیگر دیگر فیلمهای پورنو مارکوس لندن (Marcus London) در شهر لاس وگاس ازدواج کرد. در این مراسم لیزا آن دیگر بازیگر فیلمهای پورنوگرافی ساقدوش داماد بود؛ و ساقدوشهای عروس هم لکسی لامور و ویویان وست بود.
از علایق دیگر او شنا، رقص و اسب سواری بود.

## جوایز
۲۰۰۸. فستیوال AVN: نامزد بهترین سکس POV برای فیلم (موقعیت قطب ۶) (Pole Position 6: Lex POV)
۲۰۰۹. فستیوال AVN: نامزد بهترین هنرپیشه زن برای فیلم (جن سرخاب مالیده) (Succubus of the Rouge)
۲۰۰۹. فستیوال AVN: نامزد بهترین زن میان سال (MILF)بازیگر سال.
۲۰۱۰. فستیوال AVN: نامزد بهترین بازیگر تمام زن۳نفره (فقط بازیگران زن) برای فیلم (همه چیز دربارهٔ اشلین2) (All About Ashlynn 2: Girls Only).